# بيني لورد
بيني لورد (بالإنجليزية: Penny Lord)‏ هي كاتِبة أمريكية، ولدت في 23 سبتمبر 1927 في بروكلين في الولايات المتحدة، وتوفيت في 21 يناير 2014 في موريلتون في الولايات المتحدة.